# Gonomyia (Gonomyia) stylacantha
Gonomyia (Gonomyia) stylacantha is een tweevleugelige uit de familie steltmuggen (Limoniidae). De soort komt voor in het Neotropisch gebied.